# Escriptura meroítica
L'escriptura meroítica és un alfabet originat a partir del demòtic i el jeroglífic egipci que es va usar per escriure la llengua meroítica del regne de Mèroe des del tercer o quart segle abans de Crist, i possiblement també per escriure la llengua nubiana dels successors dels Regnes Nubis.
Essent essencialment alfabètica, l'escriptura meroítica funcionava de forma bastant diferent dels jeroglífics egipcis. Alguns estudiosos, com Haarmann, creuen que l'alfabet grec va intervenir en el seu desenvolupament, sobretot perquè el meroític té representació per a les vocals; tot i que en altres aspectes funcionava de forma diferent al grec.
La constitueixen dues escriptures alfasil·làbriques desenvolupades per escriure la llengua meroítica a principis del període meroític (segle III aC) del Regne de Cuix. Les dues escriptures són la cursiva meroítica derivada de l'egipci demòtic i els jeroglífics meroítics derivats dels jeroglífics egipcis. La cursiva meroítica és l'escriptura més àmpliament documentada, que comprèn ~ 90% de totes les inscripcions.
L'última inscripció meroítica coneguda és la inscripció en cursiva meroítica del rei Blemie, Kharamadoye, d'una columna del Temple de Kalabsha (REM 0094), que recentment s'ha redactat a l'any 410/450 dC del segle V.

## Formes i valors
L'escriptura meroítica consta d'una vocal /a/ assumida per defecte si no s'escrivia una altra vocal. Una consonant sola s'indicava amb la vocal /e/ (o schwa) després del símbol. És a dir, les dues lletres me representaven alhora la síl·laba /me/ i la consonant /m/ sola, mentre que la síl·laba ma s'escrivia amb una sola lletra, i mi amb dues. Altres síl·labes tenien símbols especials. En aquest sentit, és una escriptura pròpiament "semi-sil·làbica", una vaga reminiscència dels alfabets indis abugida que van sorgir aproximadament en aquella època. Algunes consonants de final de síl·laba, com la /n/ o la /s/ s'ometien sovint.
En total hi havia 23 símbols. Això incloïa quatre vocals:
- a (només a principi de paraula; en els altres casos s'assumia /a/ per defecte), e (o schwa), i, o (o u);

catorze o més consonants, amb una vocal /a/ assumida per defecte si no s'indicava una altra vocal:
- y(a), w(a), b(a), p(a), m(a), n(a), r(a), l(a), ch(a) (potser palatal, com a l'ich alemanya, o uvular, com a la dag holandesa), kh(a) (velar, com la Bach alemanya), k(a), q(a), s(a) or sh(a), d(a);

i diverses síl·labes: 
- ne o ny(a), se o s(a), te, to, t(a) o ti.

Hi ha certa disputa sobre si se representava una síl·laba o una consonant /s/, diferent de s com a /š/; sobre si ne representava una síl·laba o una consonant com /ñ/; i el mateix passa amb la t que podria haver estat un ti sil·làbic. S'ha suggerit que l'ús de síl·labes en comptes de lletres alfabètiques per alguns sons podria ser degut a les necessitats de representar variacions dialectals meroítiques en un sol alfabet unificat.
Hi havia dues formes gràfiques d'alfabet meroític: una forma lapidària monumental inspirada en els jeroglífics egipcis, i una forma cursiva derivada del demòtic. La majoria dels texts són en cursiva. En contraposició a l'escriptura egípcia, hi havia una correspondència simple unívoca entre les dues formes del Meroític, exceptuant que en la forma cursiva, les consonants s'uneixen a la vocal i amb una lligadura.
La direcció d'escriptura era de dreta a esquerra i de baix a dalt (forma cursiva); o de baix a dalt en columnes successives de dreta a esquerra (forma jeroglífica). Els signes monumentals estaven orientats cap al començament del text, com ho feien les seves fonts jeroglífiques egípcies.
També hi havia un signe de tres punts horitzontals o verticals utilitzats per dividir paraules o frases. Aquest era l'única puntuació que s'usava.
Si també va ser usada pels regnes nubians, l'escriptura meroítica hauria estat reemplaçada per l'alfabet copte amb la introducció del cristianisme a Núbia el segle vi.Aquesta addició de lletres cursives meroítiques suggereix que el desenvolupament de l'escriptura nubia antiga va començar, almenys, dos segles abans de la seva primera certificació completa a finals del segle VIII i/o que el coneixement de la llengua i l'escriptura kushita es va mantenir fins al segle VIII.
L'egiptòleg britànic Francis Llewellyn Griffith va desxifrar l'escriptura meroítica el 1909, però l'idioma encara no es comprèn del tot.